# Black Heat
Black Heat foi uma banda de funk fundada na década de 1970 por King Raymond Green e descoberta por Phillip Guilbeau. Durante a sua estadia, lançaram três álbuns e um hit, o single "No Time to Burn", que esteve na 46ª posição da Billboard Hot 100.

## Membros
- Johnell Gray - teclado, vocal
- Bradley Owens - guitarra, vocal
- Chip Jones - baixo, vocal
- King Raymond Green - congas, harmônico, vocal
- Esco Cromer - bateria, vocal
- Ray Thompson - Woodswinds
- Rodney Edwards - trompete

## Discografia
- Black Heat (Atlantic Records, 1972)
- No Time to Burn (Atlantic, 1974) U.S. R&B #58[2]
- Keep on Runnin (Atlantic, 1975) U.S. R&B #51[2]